# Kristy Lee Cook
Kristy Lee Cook (Seattle, 18 de enero de 1984) es una cantante de música country estadounidense, conocida por su participación en la séptima temporada de American Idol, en la cual terminó en séptimo lugar.

## Biografía
Aborigen de Seattle, Washington, sus padres Larry y Carlene Cook. Actualmente vive en Nashville, Tennessee. Ella se comprometió con Andy Dobner el propietario de una compañía de jardinería en 2008, pero en 2010 Cook anunció a través de su página personal de Facebook que ya no estaban comprometidos.

## American Idol
Ella hizo la audición para la séptima temporada de American Idol en el Wachovia Center de Filadelfia en agosto de 2007. Terminó séptima en la temporada 7 la competencia.

## Discografía

### Álbumes de estudio
- 2005: Devoted
- 2008: Why Wait

### Singles
- 2008: 15 Minutes of Shame
- 2012: Airborne Ranger Infantry